# Адриатическо-йонийска автомагистрала
Адриатическо-йонийската автомагистрала е проект за бъдеща обща автомагистрала по протежение на източното крайбрежие на Адриатическо море и Йонийско море, с цел подобряване транспортните връзки в западната част на Балканския полуостров  – подобно на тези в източната му част с проектирания Черноморски магистрален пръстен от Организацията за черноморско икономическо сътрудничество.

## Трасе
Планирано е да започва от Триест по протежение на Адриатика като непрекъсната магистрала. След началото си преминава за малко през Словения като при Риека се влива в бъдещата хърватска Автомагистрала А7 (Хърватия), за да продължи в Автомагистрала А1 (Хърватия). За момента приоритетно и на дневен ред в Хърватия е изграждането на мост при Пелешац, с цел заобикаляне от хърватската магистрала на територията на Босна и Херцеговина при Неум.
Черна гора е предвидила в своя генерален икономически план за развитие до 2020 г. да изгради две свои автомагистрали, като едната ще свързва Босна и Херцеговина през Подгорица с Албания – северно от Шкодренското езеро. Албания също предвижда изграждането на своя автомагистрала А2 (Албания) по протежение на морето, която да свърже с гръцката Автомагистрала А5 (Гърция), също изграждаща се по протежение на Йонийско море – с готов план за реализация.

## Важни отклонения
Първото важно автомагистрално отклонение е босненската Автомагистрала А1 (Босна и Херцеговина). Следва от Подгорица отклонението за планираната черногорско-сръбска автомагистрала към Белград. При Дуръс автомагистралата ще има магистрално отклонение с връзка през Косово към Ниш в Източна Сърбия, Скопие в Република Македония, София, България и Истанбул – посредством автомагистралата Тирана-Прищина. При Елбасан прави магистрална връзка с паневропейски транспортен коридор 8, а при Янина – с вече изградената Егнатия Одос.

## Финансиране
Поради факта, че Босна и Херцеговина не е в ЕС, Хърватия от скоро е член на ЕС, Черна гора и Албания са кандидати-членове, а Гърция изпитва сериозни финансови затруднения, адриатическо-йонийската автомагистрала, въпреки че е важен общоевропейски инфраструктурен проект, не е разглеждана от ЕС като паневропейски транспортен коридор – с цел финансиране. Затова тези страни предприемат самоинициативи, за да набавят допълнителни средства за реализация на този проект.